# Rolf Landauer
Pour les articles homonymes, voir Landauer.
Rolf Landauer (1927 – 1999) était un physicien qui a travaillé pour IBM. En 1961, il démontre que lorsque de l'information est perdue dans un circuit irréversible, elle devient de l'entropie et une quantité associée d'énergie est dissipée en chaleur. Ce principe s'applique au calcul réversible, à l'information quantique et au calcul quantique.
Une de ses citations célèbres est : « L'information est physique. »
Il reçoit en 1995 le prix Oliver-E.-Buckley de la matière condensée décerné par la Société américaine de physique.

## Source
- Perry, R. T. (2004). The temple of quantum computing. p. 26–27. en ligne